# Pyrocephalus dubius
El mosquero de San Cristóbal o pájaro brujo de San Cristóbal (Pyrocephalus dubius), es una especie de ave paseriforme extinta, integrante del género Pyrocephalus, perteneciente a la familia de los tiránidos. Este pájaro habitó de manera endémica una de las islas del archipiélago de las Galápagos, ubicado a casi 1000 km al noroeste de las costas de América del Sur.

## Taxonomía
Descripción original
Esta especie fue descrita originalmente en el año 1839 por el naturalista y ornitólogo inglés John Gould, con el mismo nombre científico; la localidad tipo es: «Isla San Cristóbal (Chatham), Galápagos». El ejemplar tipo fue recogido en la isla Chatham durante el célebre viaje alrededor del mundo del naturalista Charles Darwin a bordo del Beagle.
Etimología
Etimológicamente, el término genérico Pyrocephalus se construye con palabras del idioma griego, en donde: pyr, pyros significa ‘fuego’ y kephalé es ‘cabeza’, haciendo así alusión al color de la corona en el macho. El epíteto específico dubius viene de la misma palabra del latín, que significa ‘frente’.

### Historia taxonómica y relaciones filogenéticas
En el año 1890, Robert Ridgway propuso para este taxón la nueva combinación Pyrocephalus minimus.
Tradicionalmente, el taxón que habita en la isla de San Cristóbal era incluido en Pyrocephalus rubinus, acompañando a la totalidad de los taxones descritos del género. Estudios de sus vocalizaciones detectaron importantes diferencias entre las distintas poblaciones de la supuestamente monotípica especie, mas no se contaron con registros o descripciones de la población de San Cristóbal. En el año 1986, se han utilizado diferencias osteológicas para sugerir la elevación a la categoría de especie para las poblaciones de Galápagos. En el año 2016, Ore Carmi, Christopher C. Witt, Álvaro Jaramillo y John P. Dumbacher publicaron sus estudios genéticos sobre Pyrocephalus, en los cuales utilizaron genes mitocondriales (ND2, citocromo b) y loci nucleares (intrones ODC 6 a 7, FGB intrón 5). El resultado obtenido demostró que esta subespecie insular debía ser elevada al nivel de especie, separándola así tanto de la forma que habita en las restantes islas Galápagos, como de las que viven en el continente americano. Este tratamiento fue adoptado en la clasificación del Congreso Ornitológico Internacional (IOC). En abril de 2019, en la Propuesta n.º 818 al Comité de Clasificación de Sudamérica (SACC), se recomendó que Pyrocephalus dubius sea elevada al nivel de especie.
Pyrocephalus dubius se separó del linaje de P. nanus aproximadamente hace 0,610 Ma.

## Características
Pyrocephalus dubius poseía una longitud de entre 10,8 y 11 cm. El macho presentaba la corona de color bermellón oscuro brillante; las partes inferiores eran de color rojo pálido, el que en la garganta pasaba a un tono más brillante y en el pecho a otro más intenso; la barba era rojiza sombreada de blanco; los lores, mejillas y las partes superiores eran generalmente de color marrón oscuro.

## Distribución y hábitat
Pyrocephalus dubius era un endemismo de la isla de San Cristóbal, la más oriental de las islas Galápagos y el territorio insular geológicamente más antiguo de este archipiélago del océano Pacífico, ubicado a 972 km de la costa de Ecuador.

## Posibles causas de su extinción
En el año 1929, el ornitólogo estadounidense Albert Kenrick Fisher encontró que esta ave era bastante abundante a lo largo de la árida costa occidental de la isla hasta las tierras altas. Posteriormente, la isla fue afectada por una invasión de plantas exóticas, las que desplazaron a las plantas nativas, de las cuales se alimentaban los insectos que formaban parte de la dieta de este tiránido. También se sospecha que pudieron ocurrir epidemias de viruela aviar y/o malaria aviar. En la isla está presente Philornis downsi, una mosca parasítica altamente invasora que con su infestación provoca una merma en el resultado reproductivo de la especie hermana Pyrocephalus nanus.
En la década de 1980, David W. Steadman y Steven Zousmer visitaron la isla, a este pájaro lo calificaron como extremadamente raro. El último avistamiento confiable fue en el año 1987. En 1998, una expedición que intentó, durante seis meses, encontrar algún ejemplar superviviente de este tiránido, no logró hallar ninguno. Si bien se reportó un posible avistamiento en 2008, monitoreos en 2015 y en 2016 no han tenido éxito en encontrarlo, por lo que fue clasificado como extinto, siendo la primera de todas las aves endémicas de las Galápagos en desaparecer.